# Zbiorniki wodne Borów Niemodlińskich

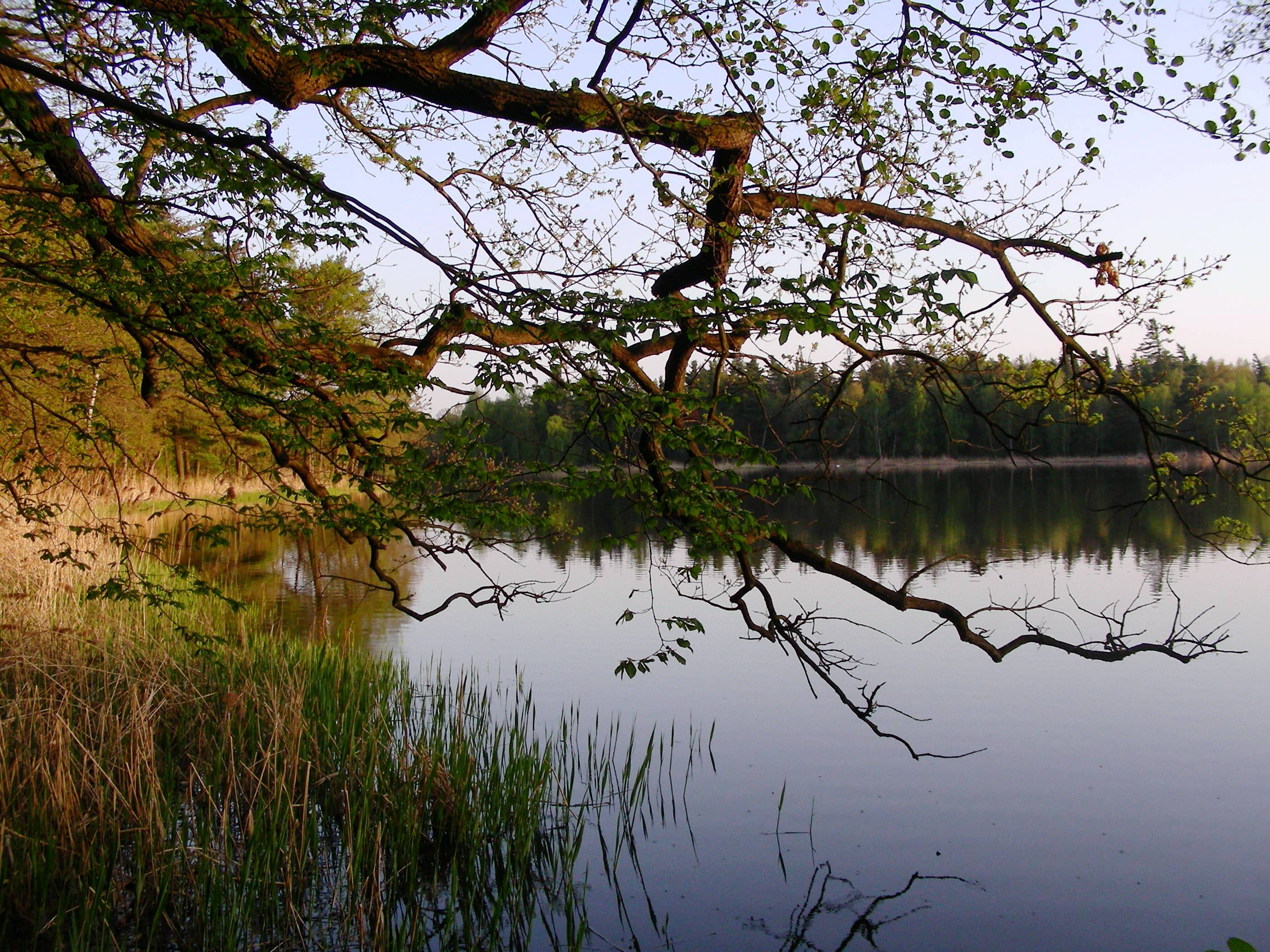
Staw Zofia

Zbiorniki wodne Borów Niemodlińskich – na terenie Obszaru Chronionego Krajobrazu Borów Niemodlińskich występuje znaczna ilość (blisko 1000 ha) stojących wód powierzchniowych. Są to głównie stawy rybne, powstające sukcesywnie na tym terenie od XVI wieku w wyniku zagospodarowania wyrobisk po intensywnej eksploatacji rud darniowych. Pod tym względem rejon ten należy do najzasobniejszych na Opolszczyźnie. Stawy skoncentrowane są przede wszystkim w zachodniej i północno-zachodniej części Borów Niemodlińskich w gminach: Tułowice, Niemodlin i Dąbrowa.
Niemodliński Urbarz z 1534 roku wymienia następujące, istniejące do dzisiaj stawy: Wołowice, Magnusowski, Maciejowi, Tasznica, Grzędowski. Na początku XVII wieku w dobrach niemodlińskich było 15 stawów głównych z obsadą 800 kop narybku i ponad 40 stawów odrostowych z obsadą tysiąca kop narybku. Odławiano w nich wówczas rocznie ponad 300 kop karpi. Zachowały się dane z 1647 roku o liczbie sprzedanych ryb. Sprzedano wówczas 130 kop i jeden mendel karpi, 21 kop i 3 mendle szczupaków oraz 50 kop ryb różnych. Dochód z ich sprzedaży wyniósł 1221 talarów.
Największe zbiorniki wodne zlokalizowane na terenie Obszaru Chronionego Krajobrazu Borów Niemodlińskich to:
- Staw Sangów – o powierzchni 137 ha
- Staw Loża – o powierzchni 53,4 ha
- Staw Kamaszka – o powierzchni 45,2 ha
- Staw Wołowski – o powierzchni 44,9 ha
- Staw Książęcy – o powierzchni 36,4 ha
- Staw Olszowy – o powierzchni 35,2 ha
- Staw Pustelnik – o powierzchni 32,5 ha
- Staw Ławnik – o powierzchni 31 ha
- Staw Młyński – o powierzchni 13,2 ha
- Staw Nowy – o powierzchni 12,8 ha
- Staw Zofia – o powierzchni 12 ha
- Staw Tułowicki – o powierzchni 10 ha
- Staw Chłopski – o powierzchni 10 ha
- Staw Górny – o powierzchni 10 ha
- Staw Nowokuźnicki – o powierzchni 12 ha.

Oprócz wymienionych, dużych zbiorników wodnych, na Obszarze Chronionego Krajobrazu Borów Niemodlińskich istnieje znaczna liczba mniejszych stawów, zlokalizowanych głównie w dolinie Ścinawy Niemodlińskiej i jej dopływów oraz w dolinach Prószkowskiego Potoku i Białej. Stawy mają wielkie znaczenie dla bioróżnorodności Obszaru Chronionego Krajobrazu Borów Niemodlińskich, wynika to przede wszystkim ze znacznej ich liczby i korzystnego usytuowania. Obecnie ochroną rezerwatową otoczony jest  tylko jeden staw – Nowokuźnicki położony na terenie gminy Prószków.